# St. Andreas (Rain)

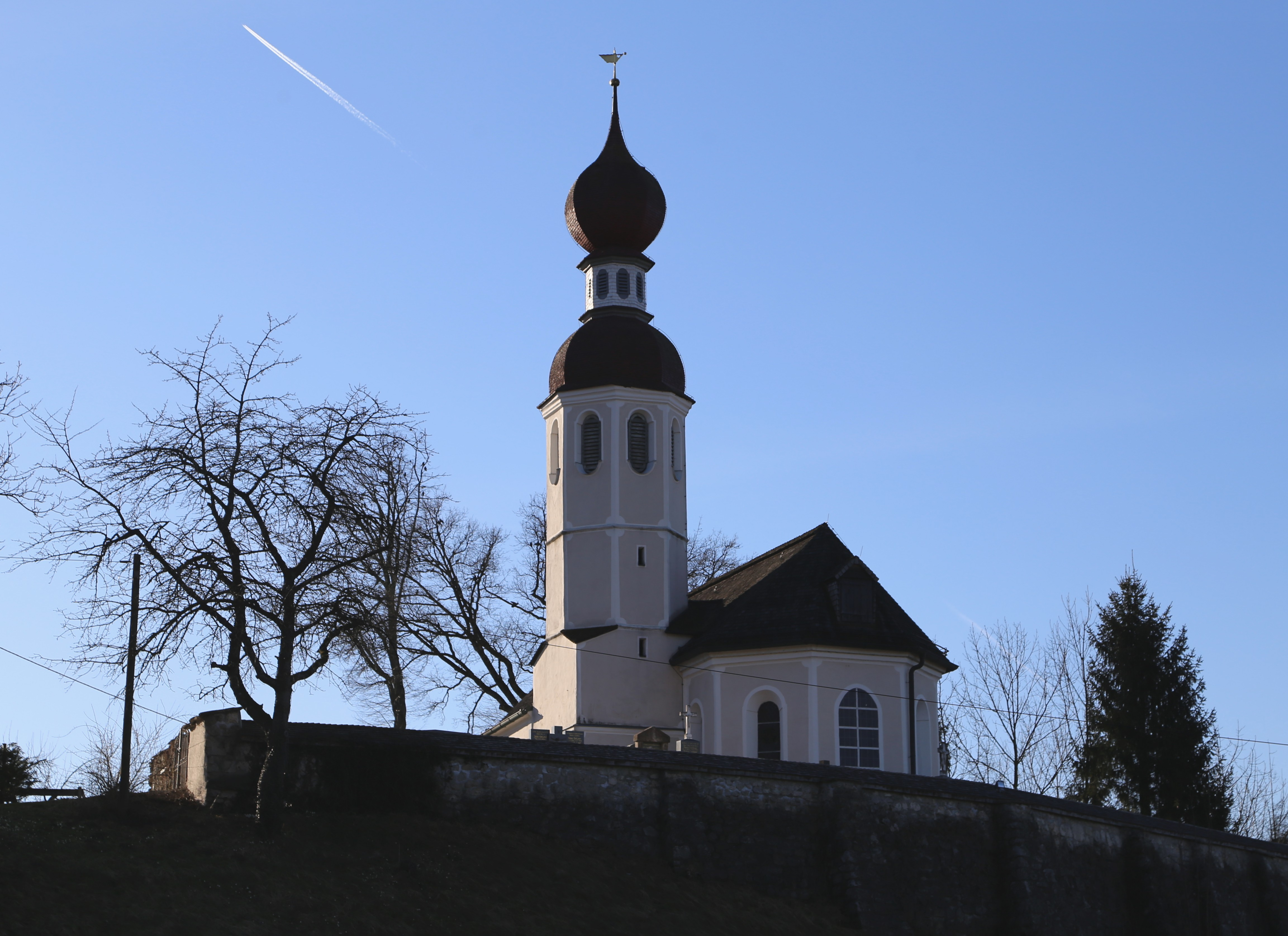
St. Andreas in Rain

St. Andreas in Rain, einem Gemeindeteil des Marktes Bad Endorf im oberbayerischen Landkreis Rosenheim, ist eine römisch-katholische Filialkirche. Sie ist in der Liste der Baudenkmäler in Bad Endorf als Baudenkmal unter der Nr. D-1-87-128-48 eingetragen. Die Kirche gehört zum Dekanat Rosenheim im Erzbistum München und Freising.

## Beschreibung
Die gotische Saalkirche wurde in der zweiten Hälfte des 15. Jahrhunderts erbaut. Sie besteht aus dem im 19. Jahrhundert nach Westen verlängerten Langhaus, dem dreiseitig geschlossenen Chor im Osten, dem Chorflankenturm aus der zweiten Hälfte des 17. Jahrhunderts an der Südwand des Chors und der Sakristei in der Südwestecke von Turm und Chor. 
Der Innenraum ist mit einem Stichkappengewölbe überspannt. 
Zur Kirchenausstattung gehört ein neogotischer Hochaltar, der von den Skulpturen des Evangelisten Johannes und des Wolfgang von Regensburg flankiert wird. Im Altarretabel ist der Kirchenpatron, der Apostel Andreas, dargestellt. An der Brüstung der Kanzel sind Tafelbilder der vier  Evangelisten angebracht. Der Kreuzweg kam erst 1853 in die Kirche. 
Anfang des 20. Jahrhunderts an der Decke von Kirchenschiff und Chor übermalte Fresken von 1763 wurden 1939 wieder freigelegt. Im Hauptteil zeigen sie die Berufung des heiligen Andreas, seine Verurteilung, den Gang zum Richtplatz und seine Aufnahme in den Himmel. In den seitlichen Bildern sind die Verkündigung der Geburt Jesu an Maria, die vier Evangelisten, die vier Kirchenväter, sowie die Heiligen Dominikus und Benedikt dargestellt.
Anstelle der Orgel von 1909 baute Orgelbaumeister Alois Linder aus Nußdorf 2008 eine neue Orgel ein.